# Glenn Fitzgerald
 (août 2015).
Si vous disposez d'ouvrages ou d'articles de référence ou si vous connaissez des sites web de qualité traitant du thème abordé ici, merci de compléter l'article en donnant les références utiles à sa vérifiabilité et en les liant à la section « Notes et références ».
Pour les articles homonymes, voir Fitzgerald.
Glenn Fitzgerald est un acteur américain, né le 21 décembre 1971 à Brooklyn.

## Biographie
Glenn Fitzgerald a interprété Sean dans le film Sixième Sens. Il a aussi joué dans 40 jours et 40 nuits. De 2007 à 2009 il a été le révérend Brian Darling dans la série Dirty Sexy Money aux côtés de Peter Krause avec qui il avait déjà travaillé dans 3 épisodes de la seconde saison de Six Feet Under. Depuis on a pu le voir dans d'autres séries, notamment dans Les Experts : Miami, The Cape ou Drop Dead Diva.
Il a été mannequin à la fin des années 1980 et au début des années 1990 pour la marque Calvin Klein.

## Filmographie

### Cinéma
- 1996 : Manny & Lo : Joey
- 1997 : Arresting Gena de Hannah Weyer
- 1996 : Flirter avec les embrouilles : Lonnie Schlicting
- 1997 : The Ice Storm : Neil Conrad
- 1998 : Sonia Horowitz, l'insoumise : Mendel Horowitz
- 1998 : Chasse au rhinocéros à Budapest
- 1999 : Sixième Sens : Sean
- 2000 : A la rencontre de Forrester : Massie
- 2000 : 101 Ways (The Things a Girl Will Do to Keep Her Volvo) : Jack
- 2001 : Séries 7 : Jeffrey Norman
- 2001 : Danny Balint : Drake
- 2001 : Buffalo Soldiers : Hicks
- 2001 : 40 jours et 40 nuits : Chris
- 2002 : Igby : Surfer Tommy
- 2004 : Chassé-croisé à Manhattan : Goren
- 2005 : Confess : Greg Lanser
- 2005 : Bittersweet Place : Moshe
- 2007 : Neal Cassady : Jack Kerouac
- 2017 : Detroit de Kathryn Bigelow : Détective Anderson

### Télévision
- 1995-2000 : New York District / New York Police Judiciaire(saison 6, épisode 6 et Saison 11, épisode 11)
- 2002 : Six Feet Under : Aaron Buchbinder (saison 2, épisode 13)
- 2003 : Wonderfalls : Le braqueur(saison 1, épisode 13)
- 2004 : New York Section Criminelle : Spencer Farnell  (saison 4, épisode 2)
- 2007-2008 : Dirty Sexy Money : Révérend Brian Darling (saison 1 et saison 2)
- 2010 : Les Experts : Miami : Chip Ford  (saison 9, épisode 2)
- 2011 : The Cape : Conrad Chandler (saison 1, épisodes 8 - 7)
- 2011 : Drop Dead Diva : Nathan Persky (saison 3, épisode 6)
- 2013 : Elementary : Linus Roe (saison 2, épisode 2)